# Río Cidacos
El río Cidacos es un río del valle del Ebro en España. Nace al sur de la población de Los Campos, en tierras de Soria, junto al Puerto de Oncala y recorre 77 km hasta desembocar en el río Ebro, en las proximidades de la localidad riojana de Calahorra. Por su margen izquierda desembocan los afluentes Baos, Ostaza y Manzanares.
En su transcurso atraviesa o queda al lado de varias poblaciones de Soria, como Villar del Río o Yanguas, y de La Rioja, como Enciso, Peroblasco, Arnedillo (en donde el río recibe aguas termales que dan lugar al Balneario de Arnedillo), Santa Eulalia Somera y Bajera, Herce, Arnedo, Quel, Autol y Calahorra. Su cauce aguas abajo de Arnedillo suele aparecer prácticamente seco en algunos tramos a causa de filtraciones. Parte de su caudal se deriva aguas abajo de Autol hacia el embalse de la estanca del Perdiguero, junto a Calahorra) y se usa para el riego de las 4057 ha de ricas huertas de la zona, a Calahorra suele llegar como seco, salvo en los meses más húmedos del año. 
Aguas arriba de Enciso, se empezó a construir una presa cuyas obras se hubieron de parar por la crisis económica, pero ya ha quedado concluida en 2019. 
El río Cidacos, junto con el Ebro, ha sido durante mucho tiempo el eje vertebrador de la Rioja Baja y la razón del antiguo enclave de Calahorra. En las localidades de Arnedo y Calahorra nos encontramos con unas zonas verdes denominadas Parque del Cidacos, situadas junto al cauce del río y a la Vía Verde del Cidacos.
Según una leyenda San Emeterio y San Celedonio fueron torturados y finalmente decapitados en un arenal del río Cidacos, en las afueras de Calahorra.
Como curiosidad, cabe mencionar que existe en la provincia de Navarra otro río homónimo, el río Cidacos.